# مقاطعة هرتفورد (كارولاينا الشمالية)
مقاطعة هرتفورد (بالإنجليزية: Hertford County)‏ هي إحدى مقاطعات ولاية كارولاينا الشمالية في الولايات المتحدة الأمريكية. مركز المقاطعة أو مقعدها هي مدينة وينتون. تأسست هذه المقاطعة سنة 1759.أصل هذه المقاطعة يأتي من: مقاطعة بيرتي, مقاطعة تشووان, ومقاطعة نورثهامبتون.

## أعلام
- ريتشارد جوردان غاتلينغ
- سيمونز جونز بيكر